# Terina flaviorsa
Terina flaviorsa là một loài bướm đêm trong họ Geometridae.